# Ávvir

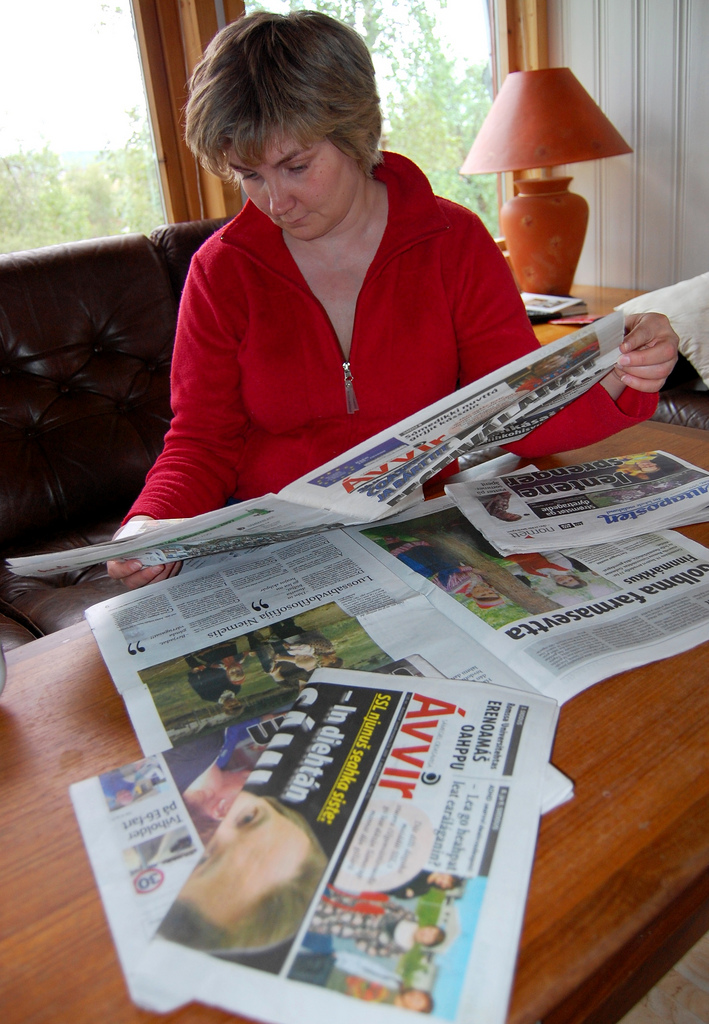
Aili Keskitalo beim Lesen u. a. der Ávvir.

Ávvir (deutsch: Aufmerksamkeit) ist eine Zeitung, die in nordsamischer Sprache erscheint und Redaktionen in Nordnorwegen hat. Im Jahr 2020 hatte die Zeitung eine Auflage von 1269.

## Geschichte
Die Zeitung wurde 2008 durch die Zusammenlegung der beiden ab dem Jahr 1993 bestehenden nordsamischen Zeitungen Min Áigi und Áššu gegründet. Die vor der Zusammenlegung zu Finnmark Dagblad gehörende Min Áigi war in der norwegischen Kommune Karasjok (nordsamisch Kárášjohka) erschienen. Áššu gehörte zur Altaposten und hatte ihre Redaktion im norwegischen Kautokeino (nordsamisch Guovdageaidnu). Die neue Zeitung Ávvir erhielt eine Redaktion in beiden Orten. Die erste Ausgabe erschien anlässlich des samischen Nationaltages am 6. Februar 2008.
Ziel der Zusammenlegung war, eine Tageszeitung zu bilden, was nach Auffassung der beiden Redaktionen für die beiden Vorgängerzeitungen alleine nicht möglich war.
Im März 2015 startete Ávvir zusätzlich zur Printausgabe eine Internetausgabe.

## Auflage
Im Jahr 2008 lag die Auflage bei 1204 Stück. Damit lagen die staatlichen Subventionen bei 8720 Kronen pro verkaufter Zeitung, der Preis für ein Jahresabonnement lag im gleichen Zeitraum bei 1200 Kronen im Jahr. Die beiden Vorgängerzeitungen hatten zusammen im Jahr 2007 zuletzt eine Auflage von 2112. Im Jahr 2013 war Ávvir die Zeitung mit den höchsten staatlichen Zuschüssen in Nordnorwegen. Sie bekam neben den Subventionen für Zeitungen im Allgemeinen auch Sonderzuschüsse für samische Zeitungen sowie für das Austragen in Finnmark. Im Jahr 2016 war die Auflage auf 1031 zurückgegangen, danach begann sie wieder anzusteigen und lag für das Jahr 2020 bei 1269.